# 邝荣禄
邝荣禄（1911年—2001年），原名邝焕光，男，广东台山人，中国兽医学家、禽病学家、兽医教育家，曾任华南农业大学教授。